# Waldemar Magnusson
Waldemar Magnusson (* um 1285; † 16. Februar 1318 auf Nyköpingshus) war ein schwedischer Prinz und Herzog von Finnland. Er war der jüngste Sohn von Magnus Ladulås und dessen Frau Hedwig von Holstein sowie Bruder des späteren Königs Birger Magnusson und Erik Magnusson.

## Leben
Anlässlich der Krönung seines Bruders Birger 1302 zum König von Schweden wurde er mit Kristina, der Tochter des Reichsvorstehers Torgils Knutsson, vermählt. Diese Ehe wurde 1305 annulliert, da sie aufgrund der geistlichen Verwandtschaft zwischen Waldemar und Kristina kirchenrechtlich nicht gültig war, denn Kristinas Vater war Waldemars Taufpate und beide galten somit als Geschwister. Im Herbst 1312 heiratete Waldemar Ingebjørg Eriksdatter, die Tochter Eriks II. von Norwegen. 
Nachdem er zusammen mit seinem Bruder Erik 1315 große Teile des schwedischen Reiches seinem ältesten Bruder König Birger abgepresst hatte, erhielt Waldemar die größten Teile Finnlands, das Stockholmer Schloss zusammen mit dem größten Teil Upplands sowie Schloss Borgholm und Öland. Unter seiner Regentschaft als Herzog von Finnland wurde die Burg Turku von einem Kastell zur Burg erweitert. Während des Weihnachtsfests 1317 auf Schloss Nyköpingshus rächte sich Birger an seinen beiden jüngeren Brüdern und ließ sie gefangen nehmen. Wenige Monate später starben Erik und Waldemar in Gefangenschaft auf Nyköpingshus.
Aus der Ehe mit Ingeborg ging ein Sohn, Erik (* 1316), hervor, der jedoch anscheinend schon jung starb. Möglicherweise hatte er noch mehr Kinder, denn in Briefen von 1344 und 1345 ist von ihrem Erbe nach ihren Kindern („liberi“, „filii“) die Rede.